# Loved Me Back to Life
Loved Me Back to Life é o décimo primeiro álbum de estúdio em língua inglesa da cantora canadense Céline Dion, lançado em 1 de novembro de 2013 através da gravadora Columbia Records. É o primeiro álbum em inglês de Dion depois de Taking Chances (2007). O single de lançamento para promoção do disco, "Loved Me Back to Life", foi lançado em 3 de setembro de 2013 na iTunes Store mundialmente.

## Antecedentes
Em junho de 2012, o site oficial de Dion anunciou que durante abril e maio a cantora começou a gravar músicas para seu próximo álbum inglês e francês que eram para ser lançados no outono de 2012. O álbum inglês foi a caracterizado por versões de estúdio das canções que Dion cantava em seu show em Las Vegas, bem como várias faixas inéditas."Nós fizemos diversas canções no show que eu nunca tinha gravado antes, e as pessoas estão sempre pedindo para que eu as grava quando elas visitam nossa boutique, por isso é ótimo que vamos finalmente ter estas canções gravadas", disse Dion, "Eu também recebi algumas novas músicas incríveis que eu estou muito animada para gravar, e, eventualmente, esperamos colocar uma ou duas delas no show", finalizou. Quando perguntado sobre a diferença entre cantar em inglês e em francês, Dion respondeu:
| “ | É como vestir um par de jeans ou um vestido a noite. Você não pode mudar o que está em seu sangue. O francês é a minha casa, as minhas raízes. É onde eu cantei pela primeira vez. O francês é uma energia mais interior, mais poético. Mas, quando eu canto em inglês, existem diferentes emoções. Como cantora eu não posso escolher. | ” |

Em 8 de agosto de 2012, o jornal Le Journal de Montréal afirmou que o álbum de inglês também conterá canções escritas por Eg White, que trabalhou com Adele em 19 e 21, Babyface e um dueto com Stevie Wonder em "Overjoyed", que Dion realizou durante o show em Las Vegas. Em março de 2013, o cantor Ne-Yo confirmou que o novo disco da cantora conterá duetos com ele e Wonder. Ele também afirmou que o dueto o fez se questionar de sua própria capacidade vocal. Dion e Ne-Yo trabalharam pela primeira vez em Taking Chances em "I Got Nothin' Left".
Outra faixa do disco, "Unfinished Songs", escrita por Diane Warren, foi incluída no filme britânico Song for Marion. Em 14 de setembro de 2012, o site oficial de Dion anunciou que o novo disco em inglês de Dion, intitulado Water and a Flame, seria lançado em  novembro de 2012. No entanto, em 26 de setembro de 2012, a Sony Music Entertainment decidiu adiar a data de lançamento do novo álbum em inglês para 2013. Em março de 2013, René Angélil explicou que decidiu adiar a data de lançamento, porque o conceito do álbum mudou completamente. Em vez de apenas metade do disco com canções originais, eles decidiram fazer todo o álbum com músicas novas. Angélil afirmou que, inicialmente, eles queriam gravar seis covers e seis canções originais para o disco. Após a discussão, eles decidiram colocar apenas dois covers no álbum: "At Seventeen" e "Overjoyed". Em julho de 2013, foi anunciado que o álbum será intitulado Loved Me Back to Life. Dion interpretou a faixa título do disco pela primeira vez durante sua turnê Sans attendre Tour em 27 de julho de 2013, na cidade de Quebec. Dois dias depois, o site de Dion anunciou que o álbum seria lançado em novembro de 2013.

## Conteúdo
Em 29 de agosto de 2013, a revista Billboard anunciou com exclusividade que o novo álbum, Loved Me Back to Life, serão lançados na América do Norte em 5 de novembro de 2013, e que o primeiro single, "Loved Me Back to Life", seria lançado no dia 3 de setembro de 2013. A Billboard disse que o mais inesperado é o primeiro single, "Loved Me Back to Life", faixa título do álbum, escrita por Sia Furler e produzido por Sham e Motesart. Cantada em tom menor, a canção é "uma balada diferente para Dion, sendo que a canção é acompanhada por um refrão que apresenta elementos de dubstep". O novo álbum também apresenta um par de faixas escritas por Ne-Yo, incluindo o dueto "Incredible", que soa "tão grandioso que o Comitê Olímpico deve adquiri-la para os Jogos de Inverno de 2014". Há também colaborações com Babyface, Tricky Stewart e Play Production, sendo que este último produziu "Somebody Loves Someone", escrita por Audra Mae (que também escreveu uma canção para o álbum True de Avicii).Loved Me Back to Life também possui dois covers - "At Seventeen" de Janis Ian e "Overjoyed" de Stevie Wonder, sendo que a faixa vai funcionar como um dueto entre a Dion e Wonder. Ambas as faixas foram apresentadas no show da cantora em Las Vegas.

## Promoção

### Singles
O primeiro single do disco, "Loved Me Back to Life", foi lançado em 3 de setembro de 2013. A canção alcançou a 24.ª colocação da tabela Billboard Adult Contemporary e a vigésima sexta posição da Canadian Hot 100. Um lyric video da faixa foi lançado através da página oficial da cantora no Vevo, em 15 de outubro de 2013.

### Apresentações
Dion começou a promover o álbum nos Estados Unidos. Em 28 de outubro de 2013, ela apresentou "Somebody Loves Somebody" e "Water and a Flame" no The Today Show, e "Loved Me Back to Life" no Late Night with Jimmy Fallon e The View, em 30 de outubro do mesmo ano. Durante Novembro de 2013, a cantora vai promover Loved Me Back to Life no Reino Unido e na Alemanha, incluindo uma performance no Wetten, dass..?, em 9 de novembro de 2013.

## Controvérsia
Em junho de 2013, foi relatado pelo The Huffington Post que o álbum seria intitulado Water and a Flame depois de um cover da música de Daniel Merriweather e Adele. Merriweather acusou Dion em sua página oficial do Facebook de ter roubado a sua canção, afirmando que ele a escreveu sozinho. A afirmação foi em resposta à entrevista de Dion para Katie Couric em abril de 2013, onde Couric foi entrevistá-la sem perguntar sobre os escritores da canção. A assessoria de Dion afirmou que ela ama Daniel Merriweather e sua música, escrita também por Eg White, dizendo que a acusarem de "roubar" um música não é apenas grosseiramente imprecisa, mas também muito doloroso para Dion. Eles acrescentaram que, quando um álbum de Celine Dion é lançado, eles sempre incluem a lista completa de escritores.

## Faixas
| Edição padrão |                                 |                                                         |                                                    |         |  |
| N.º           | Título                          | Compositor(es)                                          | Produtor(es)                                       | Duração |  |
| 1.            | "Loved Me Back to Life"         | Hasham Hussain; Denarius Motes; Sia Furler              | Hussain, Motes                                     | 3:49    |  |
| 2.            | "Somebody Loves Somebody"       | Johan Fransson, Tim Larsson, Tobias Lundgren, Audra Mae | Play Production                                    | 3:44    |  |
| 3.            | "Incredible" (com Ne-Yo)        | Andrew Goldstein, Emanuel Kiriakou, Ne-Yo               | Kiriakou                                           | 3:54    |  |
| 4.            | "Water and a Flame"             | Eg White, Daniel Merriweather                           | White                                              | 3:44    |  |
| 5.            | "Breakaway"                     | Fransson, Larsson, Lundgren, Mae                        | Play Production                                    | 4:38    |  |
| 6.            | "Save Your Soul"                | Danny Mercer                                            | Kiriakou, Mercer, Goldstein                        | 4:11    |  |
| 7.            | Sem título                      |                                                         | White                                              | 3:37    |  |
| 8.            | "Thank You"                     | Ne-Yo                                                   | Jesse Wilson, Reginald Smith, Ne-Yo, Curtis Wilson | 4:02    |  |
| 9.            | "Overjoyed" (com Stevie Wonder) | Stevie Wonder                                           | Tricky Stewart                                     | 4:06    |  |
| 10.           | "Thankful"                      | Dana Parish, Andrew Hollander                           | Kiriakou                                           | 3:54    |  |
| 11.           | "At Seventeen"                  | Janis Ian                                               | Babyface                                           | 4:31    |  |
| 12.           | "Always Be Your Girl"           | Parish, Hollander                                       | Babyface, Walter Afanasieff                        | 4:16    |  |
| 13.           | "Unfinished Songs"              | Diane Warren                                            | Kyle Townsend                                      | 3:49    |  |

| Edição deluxe |                                      |                                               |                          |         |  |
| N.º           | Título                               | Compositor(es)                                | Produtor(es)             | Duração |  |
| 14.           | "How Do You Keep the Music Playing?" | Alan Bergman, Marilyn Bergman, Michel Legrand | Stewart, Pearce, Harrell | 4:22    |  |
| 15.           | "Lullabye (Goodnight, My Angel)"     | Billy Joel                                    | Babyface                 | 4:19    |  |

| Faixa bônus - Edição japonesa |             |                            |              |         |  |
| N.º                           | Título      | Compositor(es)             | Produtor(es) | Duração |  |
| 16.                           | "Open Arms" | Steve Perry, Jonathan Cain |              |         |  |

## Desempenho nas tabelas musicais
| Tabela (2013)                         | Melhor posição |
| ------------------------------------- | -------------- |
| Alemanha (Media Control Charts)       | 9              |
| Austrália (ARIA Albums Chart)         | 9              |
| Áustria (Ö3 Austria Top 40)           | 4              |
| Bélgica (Ultratop 50 de Flandres)     | 2              |
| Bélgica (Ultratop 40 da Valônia)      | 2              |
| Canadá (Canadian Albums Chart)        | 1              |
| Coreia do Sul (Gaon Music Chart)      | 8              |
| Croácia (Croatian Albums Chart)       | 9              |
| Dinamarca (Danish Albums Chart)       | 11             |
| Escócia (The Official Charts Company) | 2              |
| Espanha (PROMUSICAE)                  | 12             |
| Estados Unidos (Billboard 200)        | 2              |
| Finlândia (Suomen virallinen lista)   | 16             |
| França (French Albums Chart)          | 3              |
| Grécia (IFPI Grécia)                  | 12             |
| Hungria (Hungarian Albums Chart)      | 4              |
| Irlanda (Irish Albums Chart)          | 3              |
| Itália (Italian Albums Chart)         | 11             |
| Noruega (VG-lista)                    | 7              |
| Nova Zelândia (RIANZ Albums Chart)    | 10             |
| Países Baixos (Dutch Albums Chart)    | 1              |
| Polônia (ZPAV)                        | 11             |
| Portugal (AFP)                        | 12             |
| Reino Unido (UK Albums Chart)         | 3              |
| Chéquia (ČNS IFPI)                    | 8              |
| Suécia (Swedish Albums Chart)         | 13             |
| Suíça (Swiss Albums Chart)            | 3              |
| Taiwan (G-Music)                      | 19             |

| País                  | Certificação |
| --------------------- | ------------ |
| África do Sul (RISA)  | Platina      |
| Bélgica (BEA)         | Ouro         |
| Canadá (Music Canada) | 4× Platina   |
| França (SNEP)         | 2× Platina   |
| Hungria (MAHASZ)      | Ouro         |
| Polônia (ZPAV)        | Ouro         |
| Reino Unido (BPI)     | Platina      |
| Suíça (IFPI Schweiz)  | Ouro         |

## Histórico de lançamento
| País           | Data                   | Formato(s) | Gravadora(s) |
| -------------- | ---------------------- | ---------- | ------------ |
| Alemanha       | 1 de novembro de 2013  | CD         | Columbia     |
| Austrália      | 1 de novembro de 2013  | CD         | Columbia     |
| Áustria        | 1 de novembro de 2013  | CD         | Columbia     |
| Países Baixos  | 1 de novembro de 2013  | CD         | Columbia     |
| França         | 4 de novembro de 2013  | CD         | Columbia     |
| Estados Unidos | 5 de novembro de 2013  | CD         | Columbia     |
| Reino Unido    | 11 de novembro de 2013 | CD         | Columbia     |
| Japão          | 4 de dezembro de 2013  | CD         | Columbia     |